# Zděchov
Obec Zděchov se nachází v okrese Vsetín ve Zlínském kraji. Žije zde 556 obyvatel.

## Historie
První písemná zmínka o obci pochází z roku 1623. Během následujících desetiletí byl Zděchov opakovaně vypleněn a vypálen. Kostel v obci byl vybudován roku 1778.

## Pamětihodnosti
- Kostel Proměnění Páně s křížem, uprostřed vesnice

## Galerie

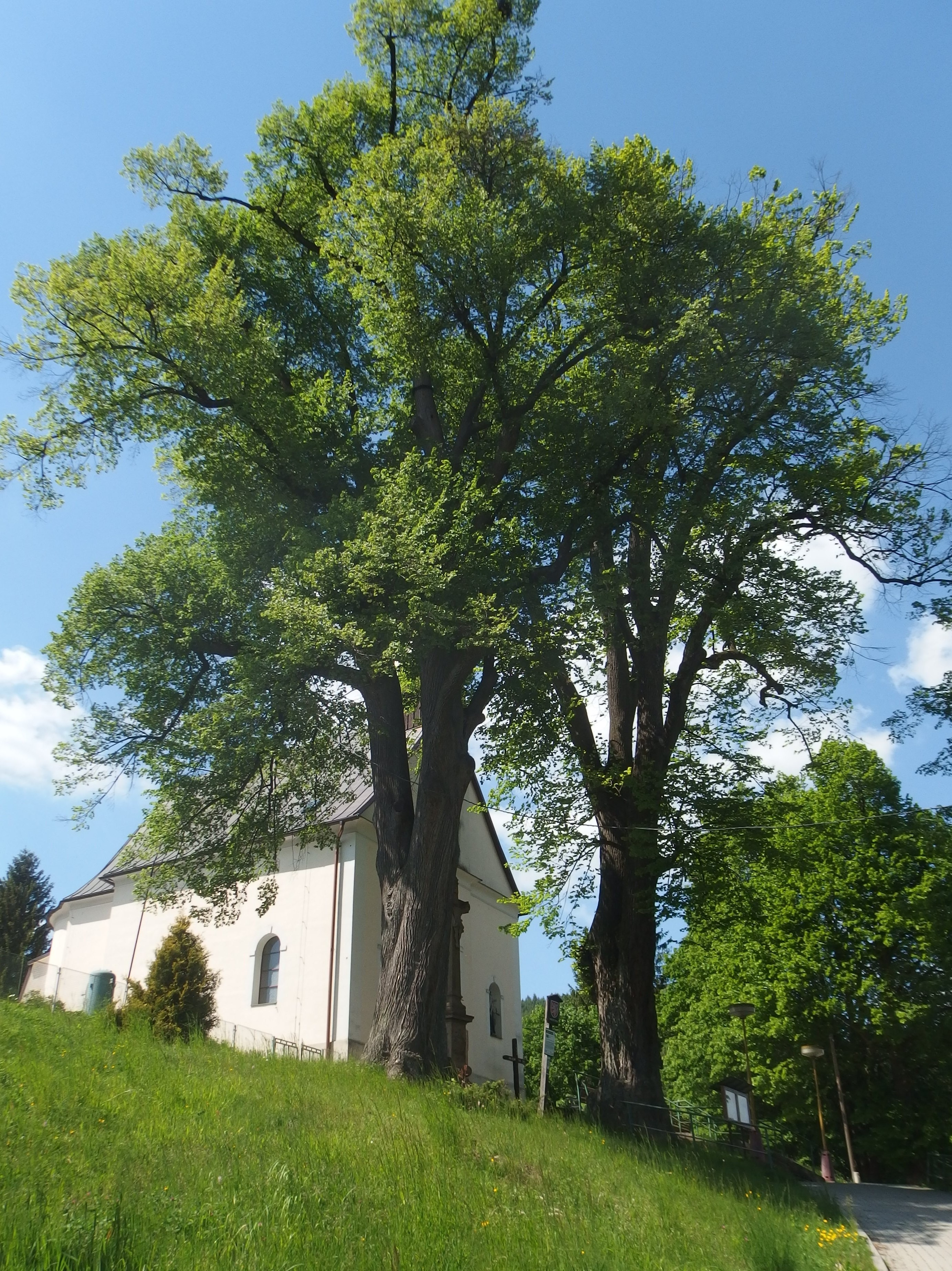
Zděchovské lípy a kostel proměnění Páně
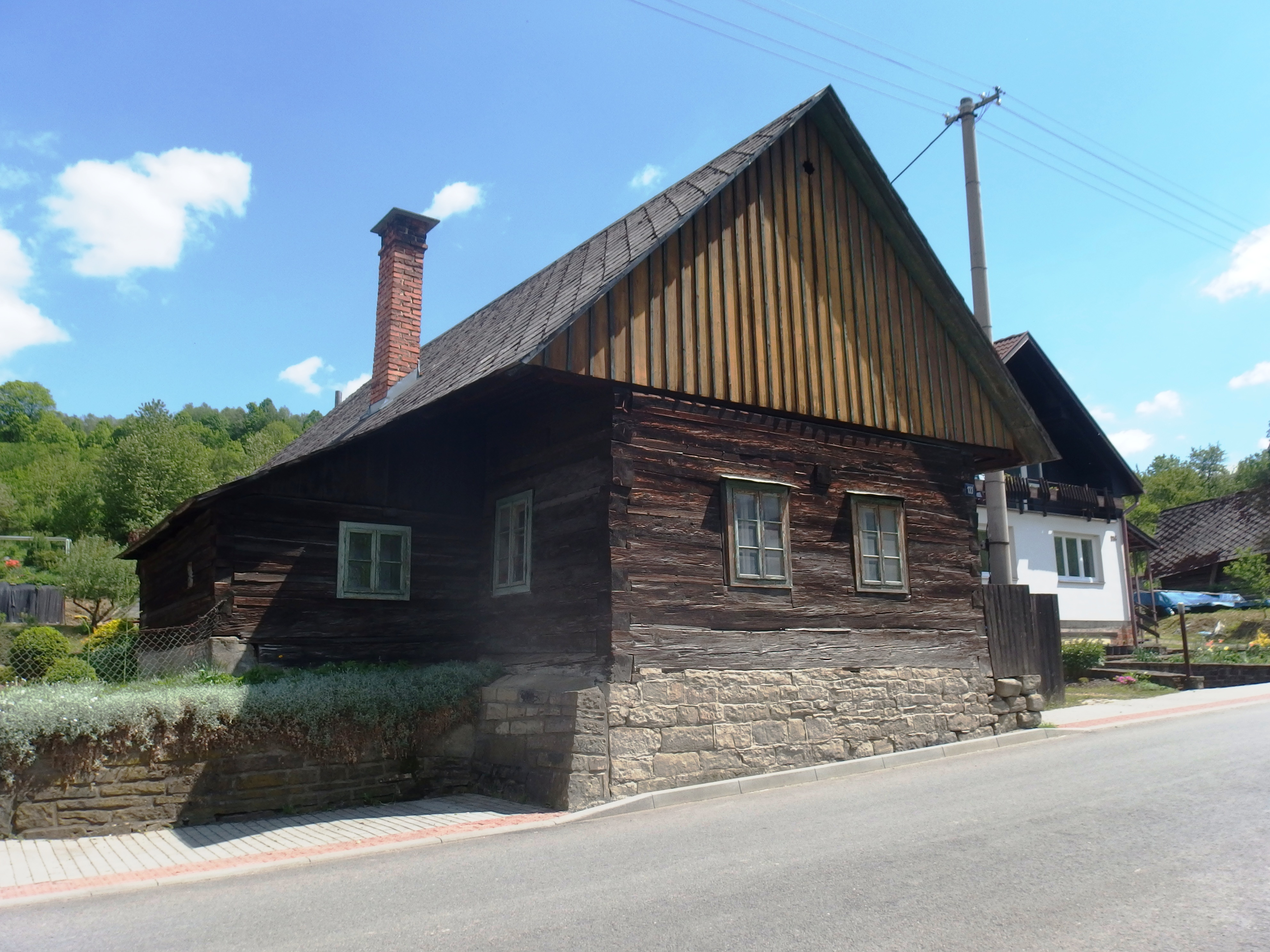
Jedna ze zachovalých roubených chalup
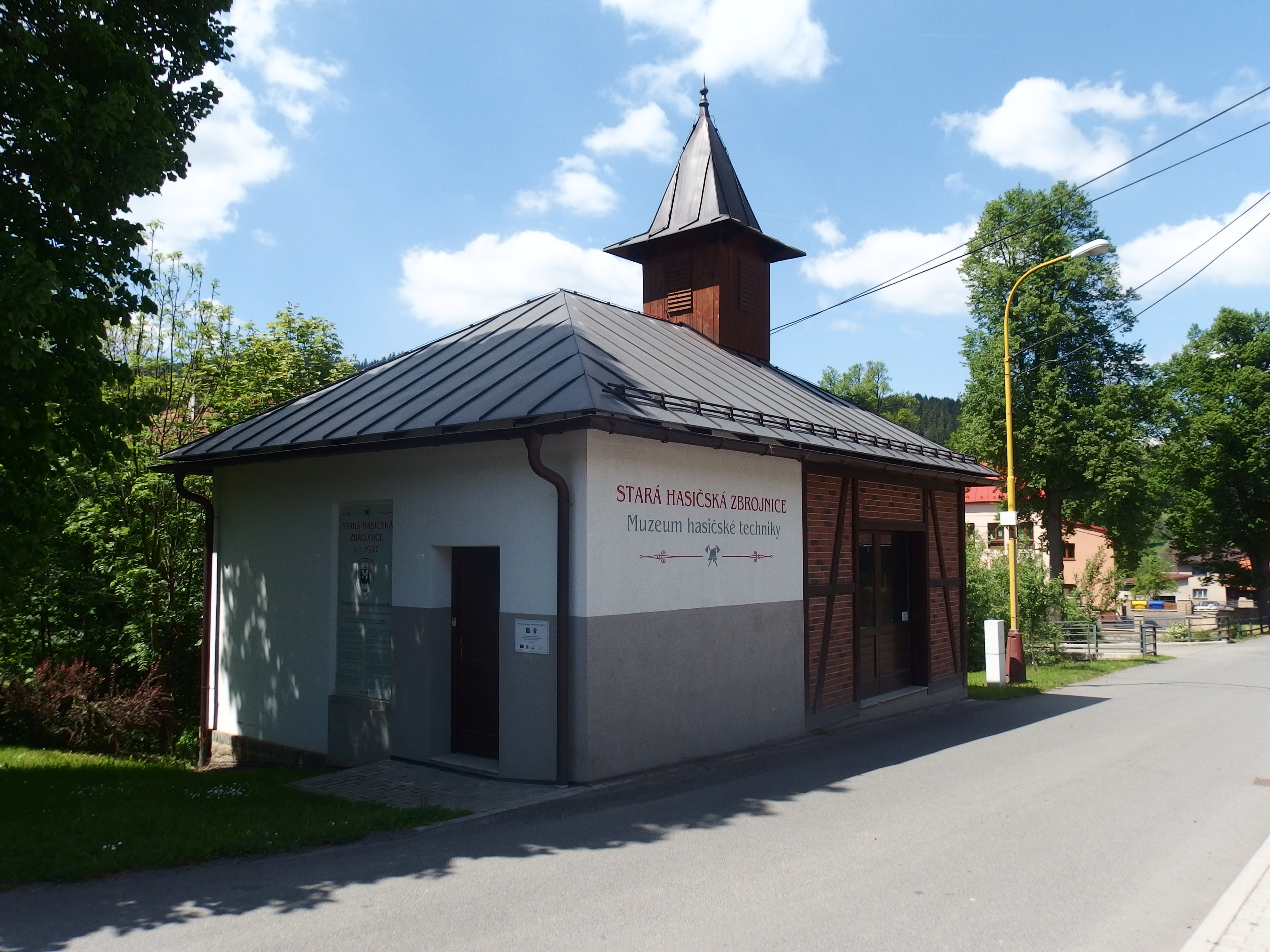
Stará hasičská zbrojnice, dnes muzeum hasičské techniky
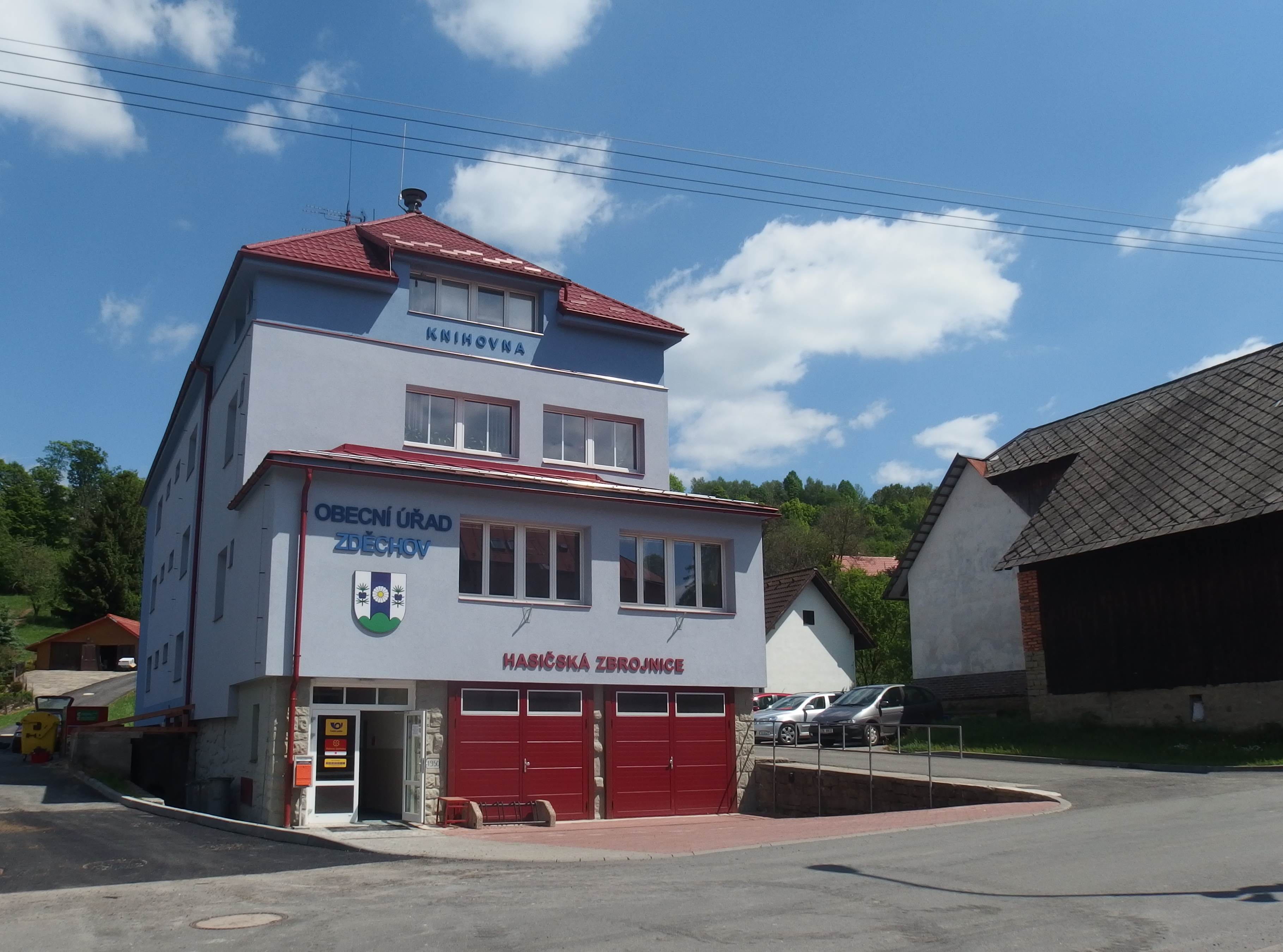
Obecní úřad

## Osobnosti
- Ludvík Klímek – umělec, malíř a hoteliér ve Zděchově